# Ahmad Yarba
Ahmad Asi Yarba (Qamishli, 25 de octubre de 1969) es un líder tribal y político sirio, presidente de la Coalición Nacional para las Fuerzas de la Oposición y la Revolución Siria (CNFORS), el mayor grupo opositor de la Guerra Civil Siria, desde el 6 de julio de 2013 hasta el 12 de julio de 2014. Su elección se produjo durante en la segunda ronda de votaciones de una reunión de tres días celebrada por el CNFORS para renovar su dirección. Yarba ganó por 55 votos a 52 a Mustafa al-Sabbagh, hombre clave de Catar en la oposición.
Yarba es además miembro del Consejo Revolucionario de Clanes Sirios en representación de Hasaka y tiene estrechos lazos con Arabia Saudita.